# Makuria

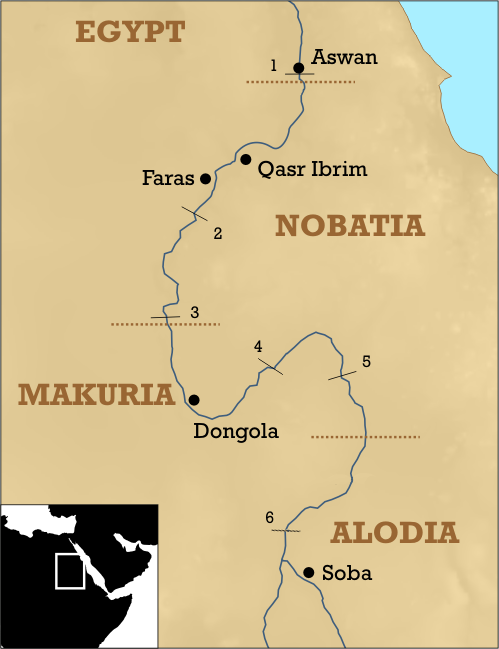
A keresztény Núbia abban az időben, amikor még három államból állt. Makuria később egyesült Nobadiával. A Makuria és Alodia közti határ pontosan nem ismert, valahol a Nílus 5. és 6. vízesése között lehetett

Makuria (arabul: مقرة [Muqurra], magyarosan Mukurra) állam volt a mai Szudán északi részén. Egyike volt azoknak a núbiai királyságoknak, amelyek azután jöttek létre, hogy szétesett a régiót i. e. 800 és 350 közt uraló Meroitikus királyság.

## Történelme
Területe kezdetben a Nílus harmadik vízesésétől az ötödik és hatodik vízesés közti földig terjedt. Az állam a Nílus völgyében feküdt, de uralta a keletre és nyugatra fekvő kereskedelmi utakat, bányákat és oázisokat is. Fővárosa Dongola volt – az államot gyakran ezen a néven is nevezték.
A 6. század végére Núbia keresztény hitre tért. A 7. században Egyiptomot lerohanták a muszlim arabok, akik 651-ben déli irányban is támadást indítottak, de visszaverték őket. A baktnak nevezett békeszerződés egészen a 13. századig biztosította a térség viszonylagos nyugalmát.
Egy nobadiai feliratos lelet Merkuriosz felirata alapján feltehető, hogy Merkuriosz király idején meghódította a szomszédos Nobadiát, más változat szerint – mivel a korábbi ortodox hitet ekkortól felváltotta a monofizitizmus – Nobadia hódította meg Makuriát. A 750 és 1150 között eltelt évszázadokban a királyság stabil és virágzó volt. A 14. században azonban a meg-megújuló egyiptomi támadások és a belső villongások megdöntötték.